# Дрезден (бронепалубен крайцер, 1907)
Дрезден (на немски: SMS Dresden) е немски бронепалубен крайцер от типа „Дрезден“, серия на два еднотипни кораба, на които той е главния кораб, участник в Първата световна война. Вторият крайцер е знаменитият рейдер „Емден“.

## Конструкция

### Силова установка
На крайцера са поставени 12 тънкотръбни двуогнищни котли военноморски тип (всички котли са на въглищно отопление), изработващи пара с работно налягане 16 атм. и повърхност на нагряване от 3160 – 3438 м².
Корабът е снабден с комплект парни турбини Парсънс, разчетени за мощност от 15000 к.с. и максимална скорост 24 възела (44,4 км/ч), които въртят четири гребни вала. Крайцерът има четири трилопастни винта с ∅ 1,95 м. Далечината на плаване на „Дрезден“ съставлява 3600 морски мили на скорост от 14 възела. На изпитанията „Дрезден“ развива скорост от 25,2 възела при мощност 18 880 к.с. и средна честота на въртене на валовете от 594 об/мин.

## История на службата
Крайцерът влиза в състава на Източно-Азиатската крайцерска ескадра, участва в сражението при Коронел и сражението при Фолкландските острови, като е единственият оцелял в него немски кораб. Той успява да се измъкне на преследвачите си отначало благодарение на своите турбини, а след това на спасителна мъгла. Обаче в резултат на претоварванията двигателят му се поврежда, а запасите от въглища са изчерпани. Ремонтира се в залив до бреговете на Патагония – неутрална Аржентина. След това постоянно се измъква от преследването на английската ескадра и не води активни бойни действия.
На 14 март 1915 г. „Дрезден“ е блокиран от британските крайцери „Кент“ и „Глазгоу“ в залив на остров Мас а Тиера. След кратка престрелка немският крайцер, практически без гориво и боеприпаси, вдига белия флаг и изпраща лейтенант Вилхелм Канарис в качество на парламентьор. Паузата, в която се водят преговорите, позволява на екипажа да напусне кораба. В 11 часа отново е издигнат стенговия флаг, отворени са кингстоните и в 11:15 крайцерът потъва. Екипажът му е интерниран в Чили до края на войната.
В настояще време останките на крайцера, потънал на дълбочина около 60 метра, са туристическа забележителност, привличаща аквалангисти.

## Коментари
1. ↑  Всички данни са към момента на влизането в строй.
2. ↑  Префиксът „SMS“ е от на немски: Seiner Majestat Schiff (Кораб на Негово Величество).
3. ↑  Според немската класификация те се обозначават като малки крайцери (на немски: Kleiner Kreuzer).